# La Blanca (Texas)
La Blanca è un census-designated place degli Stati Uniti d'America situato nella contea di Hidalgo dello Stato del Texas.
La popolazione era di 2.488 persone al censimento del 2010. Fa parte dell'area metropolitana di McAllen–Edinburg–Mission e Reynosa–McAllen.

## Geografia fisica
La Blanca è situata a 26.308188°N 98.030491°W (26.308188, -98.030491).
Secondo lo United States Census Bureau, ha un'area totale di 4,2 miglia quadrate (11 km²).

## Società

### Evoluzione demografica
Secondo il censimento del 2000, c'erano 2.351 persone, 548 nuclei familiari e 522 famiglie residenti nella città. La densità di popolazione era di 566,5 persone per miglio quadrato (218,7/km²). C'erano 589 unità abitative a una densità media di 141,9 per miglio quadrato (54,8/km²). La composizione etnica della città era formata dal 73,54% di bianchi, l'1,11% di nativi americani, lo 0,17% di asiatici, il 24,12% di altre razze, e l'1,06% di due o più etnie. Ispanici o latinos di qualunque razza erano il 97,36% della popolazione.
C'erano 548 nuclei familiari di cui il 66,8% aveva figli di età inferiore ai 18 anni, il 78,1% aveva coppie sposate conviventi, il 14,4% aveva un capofamiglia femmina senza marito, e il 4,7% erano non-famiglie. Il 3,8% di tutti i nuclei familiari erano individuali e l'1,5% aveva componenti con un'età di 65 anni o più che vivevano da soli. Il numero di componenti medio di un nucleo familiare era di 4,29 e quello di una famiglia era di 4,41.
La popolazione era composta dal 40,7% di persone sotto i 18 anni, l'11,8% di persone dai 18 ai 24 anni, il 29,0% di persone dai 25 ai 44 anni, il 14,2% di persone dai 45 ai 64 anni, e il 4,2% di persone di 65 anni o più. L'età media era di 23 anni. Per ogni 100 femmine c'erano 94,1 maschi. Per ogni 100 femmine dai 18 anni in giù, c'erano 89,8 maschi.
Il reddito medio di un nucleo familiare era di 21.688 dollari e quello di una famiglia era di 22.063 dollari. I maschi avevano un reddito medio di 17.841 dollari contro i 11.846 dollari delle femmine. Il reddito pro capite era di 6.421 dollari. Circa il 35,3% delle famiglie e il 38,6% della popolazione erano sotto la soglia di povertà, incluso il 38,3% di persone sotto i 18 anni e il 41,4% di persone di 65 anni o più.